# فهرست وابسته‌های دیپلماتیک بنگلادش

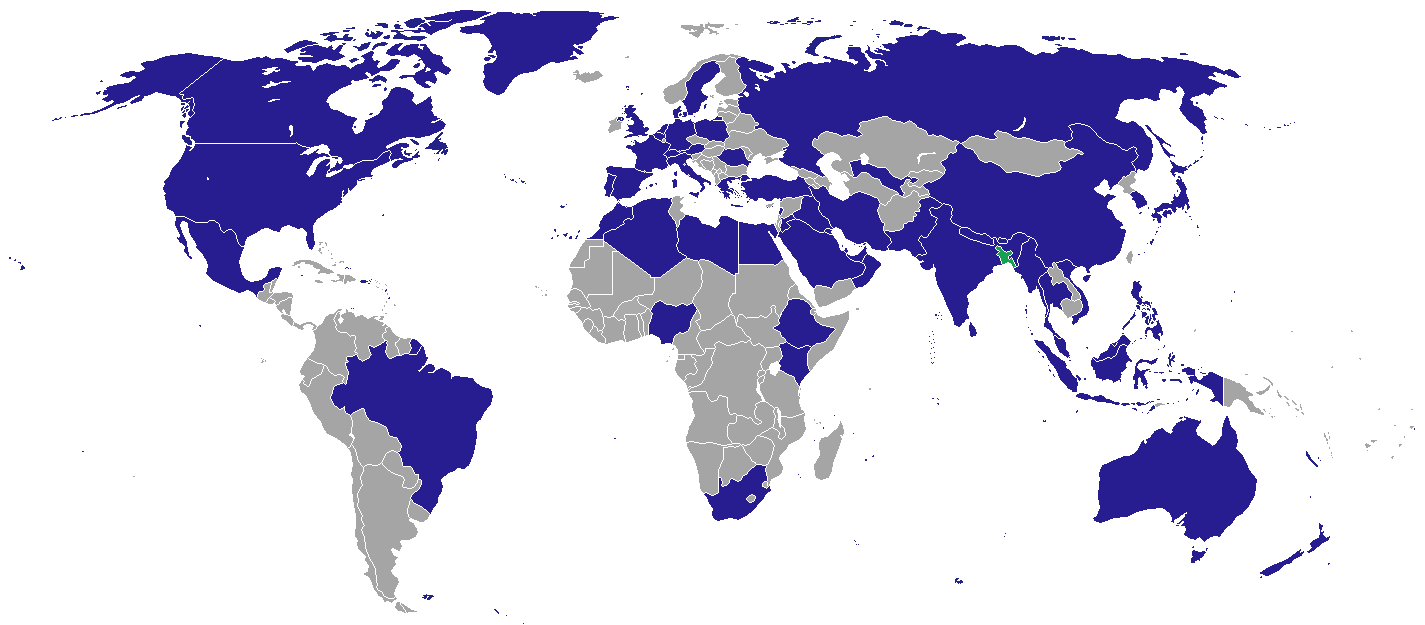
نقشه کشورهای دربردارنده سفارتخانه بنگلادش:
بنگلادش
سفارتخانه یا کمیسیون عالی

فهرست سفارت‌های بنگلادش، فهرستی از کشورهای دربردارنده سفارتخانه و کنسولگری کشور بنگلادش در سراسر جهان است. این کشور در زمان تسلط بریتانیا به شبه قارهٔ هند تا سال ۱۹۴۷ به عنوان پاکستان خاوری شناخته می‌شد، در ۲۶ مارس ۱۹۷۱ این کشور بعد از سال‌ها جنگ‌های داخلی با نام کشور مستقل «بنگلادش» از کشور پاکستان کنونی اعلام استقلال کرد.

## آسیا

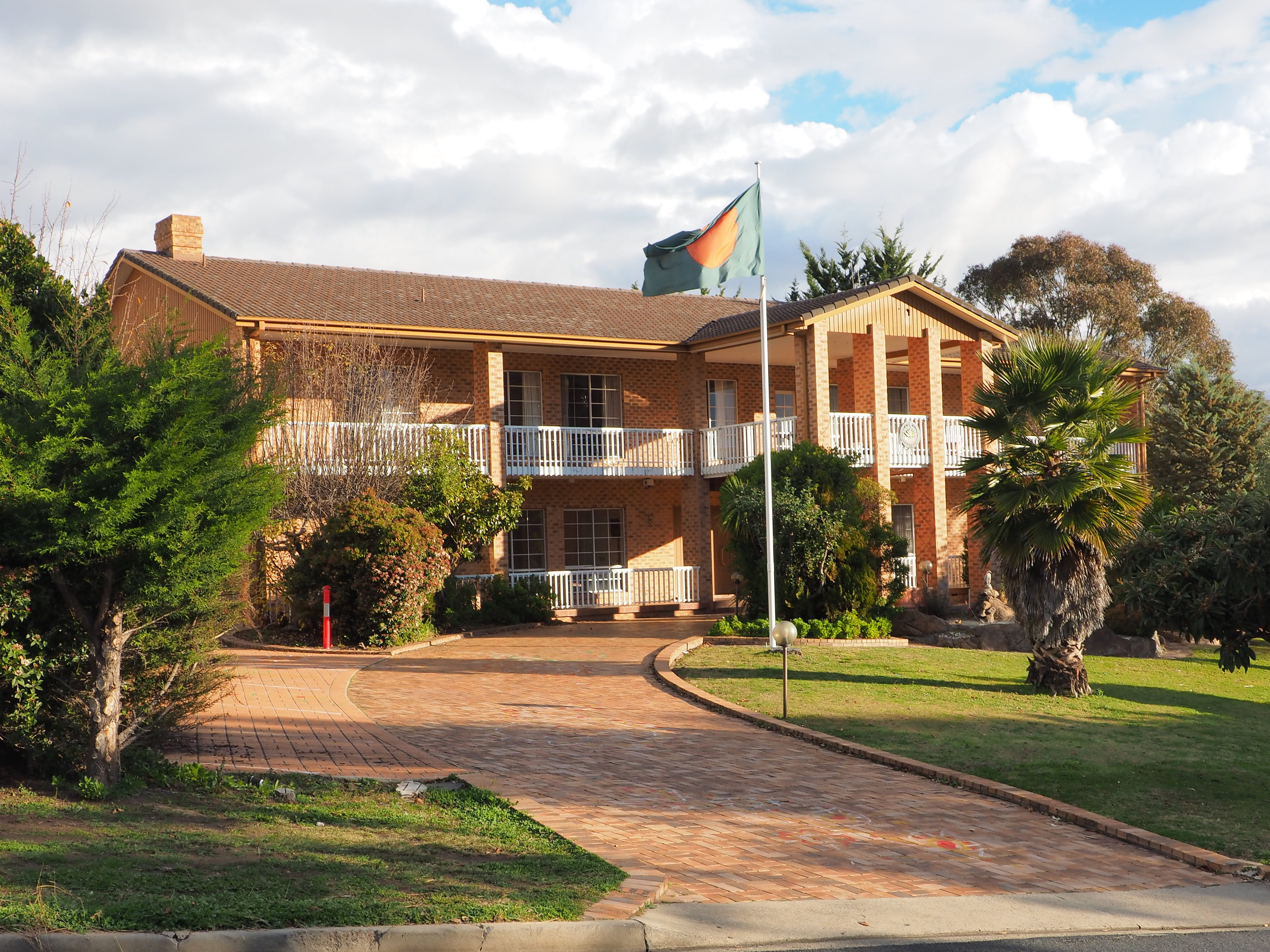
کمیسیون عالی بنگلادش در کانبرا

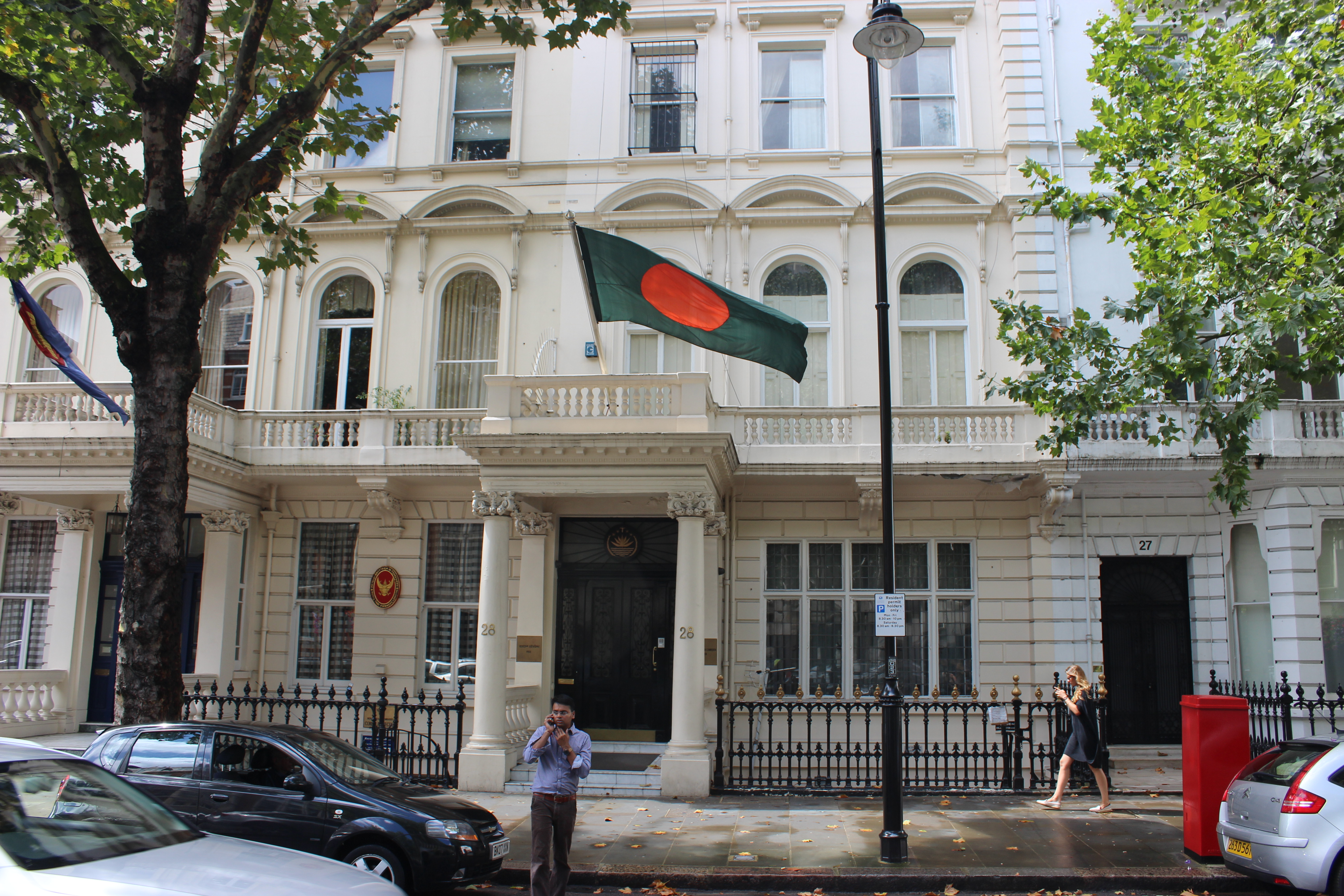
کمیسیون عالی بنگلادش در لندن

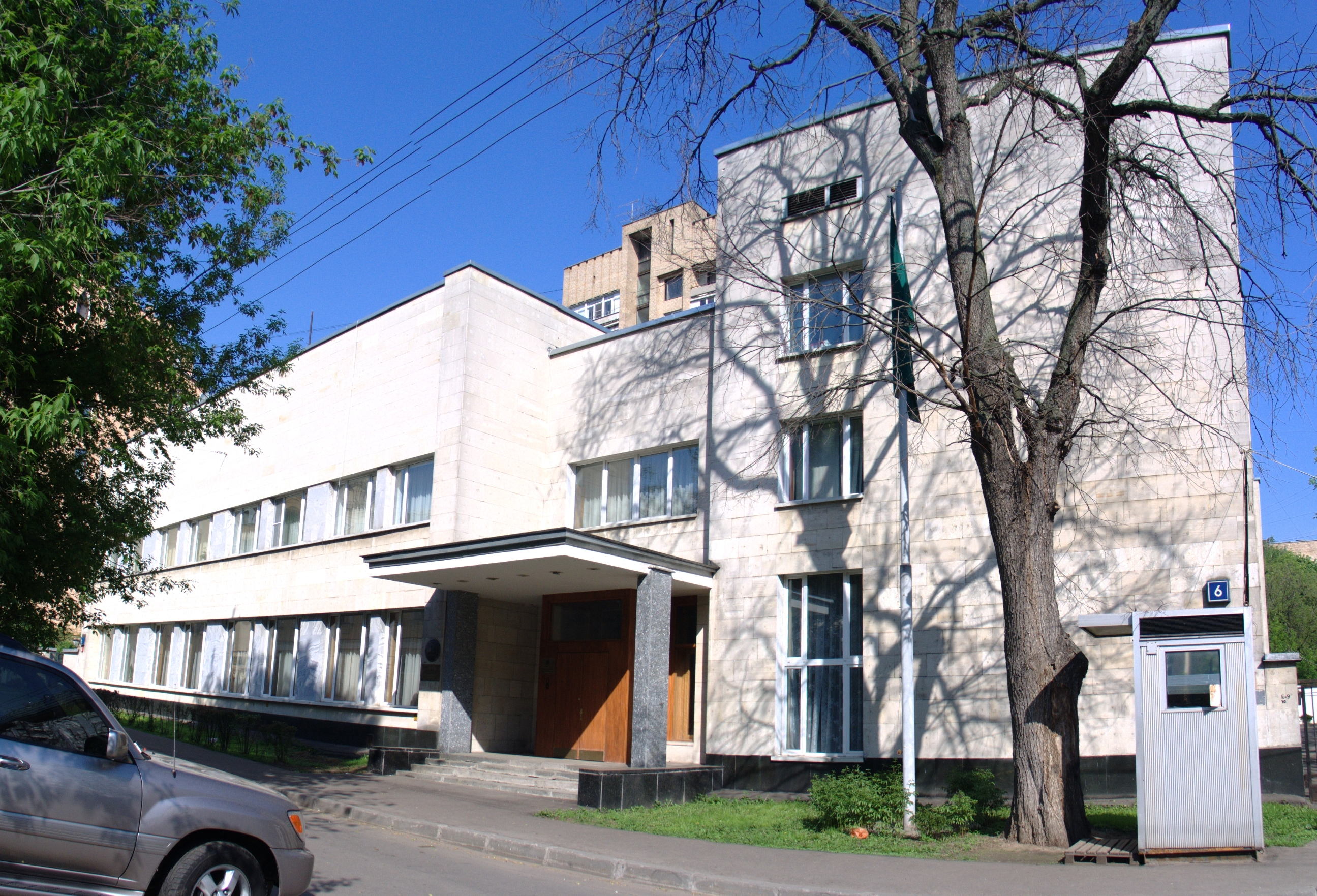
سفارتخانه بنگلادش در مسکو

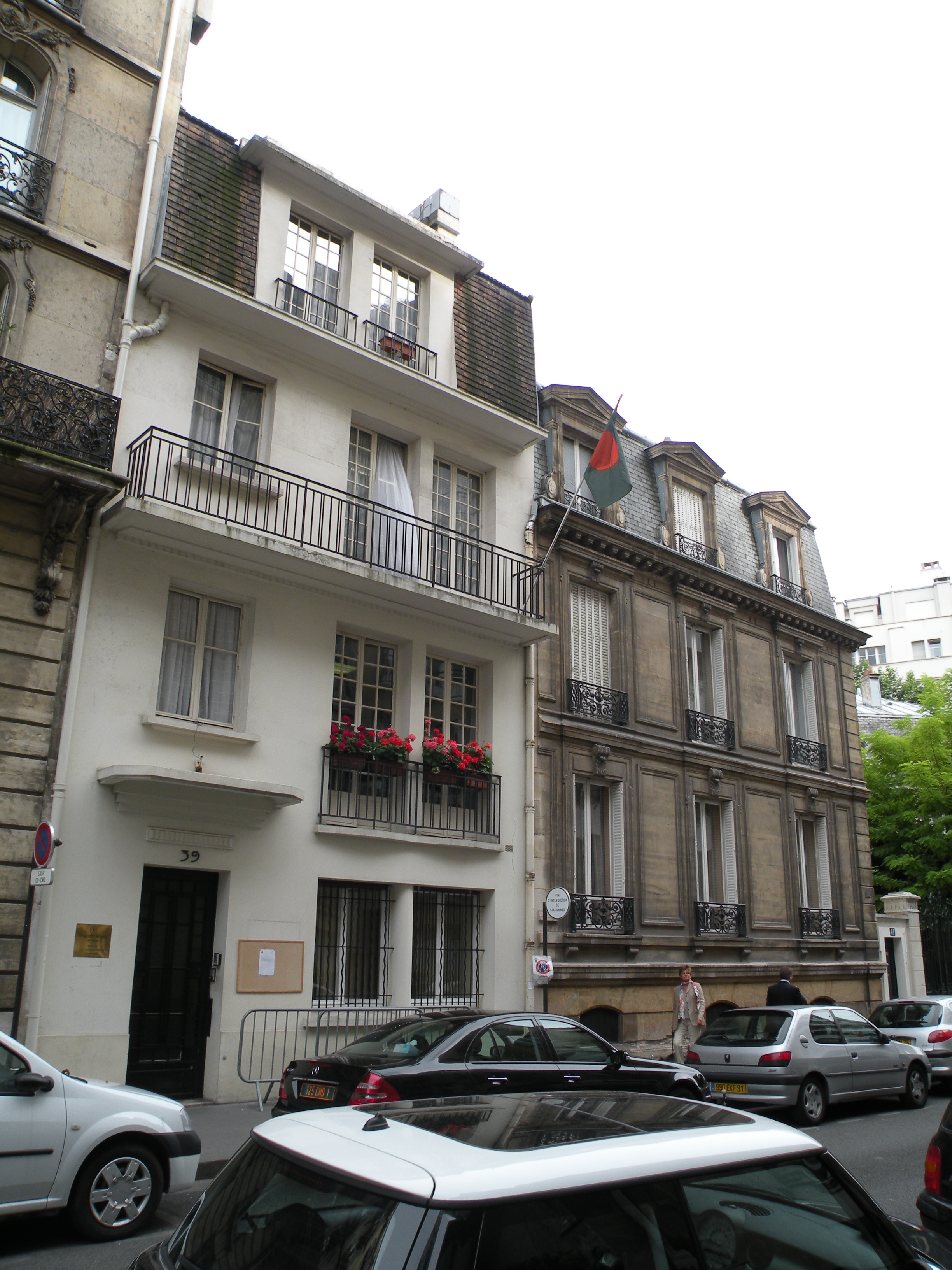
محل سفارتخانه سابق بنگلادش در پاریس

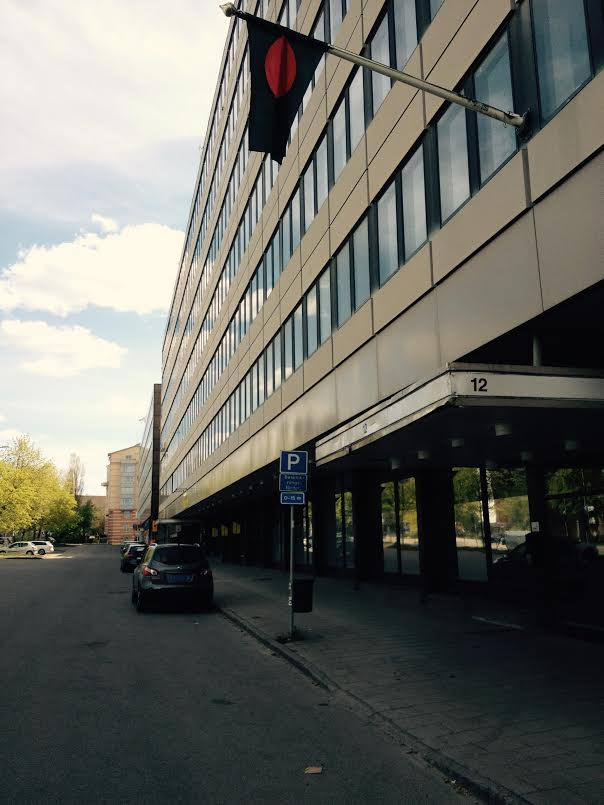
سفارتخانه بنگلادش در استکهلم

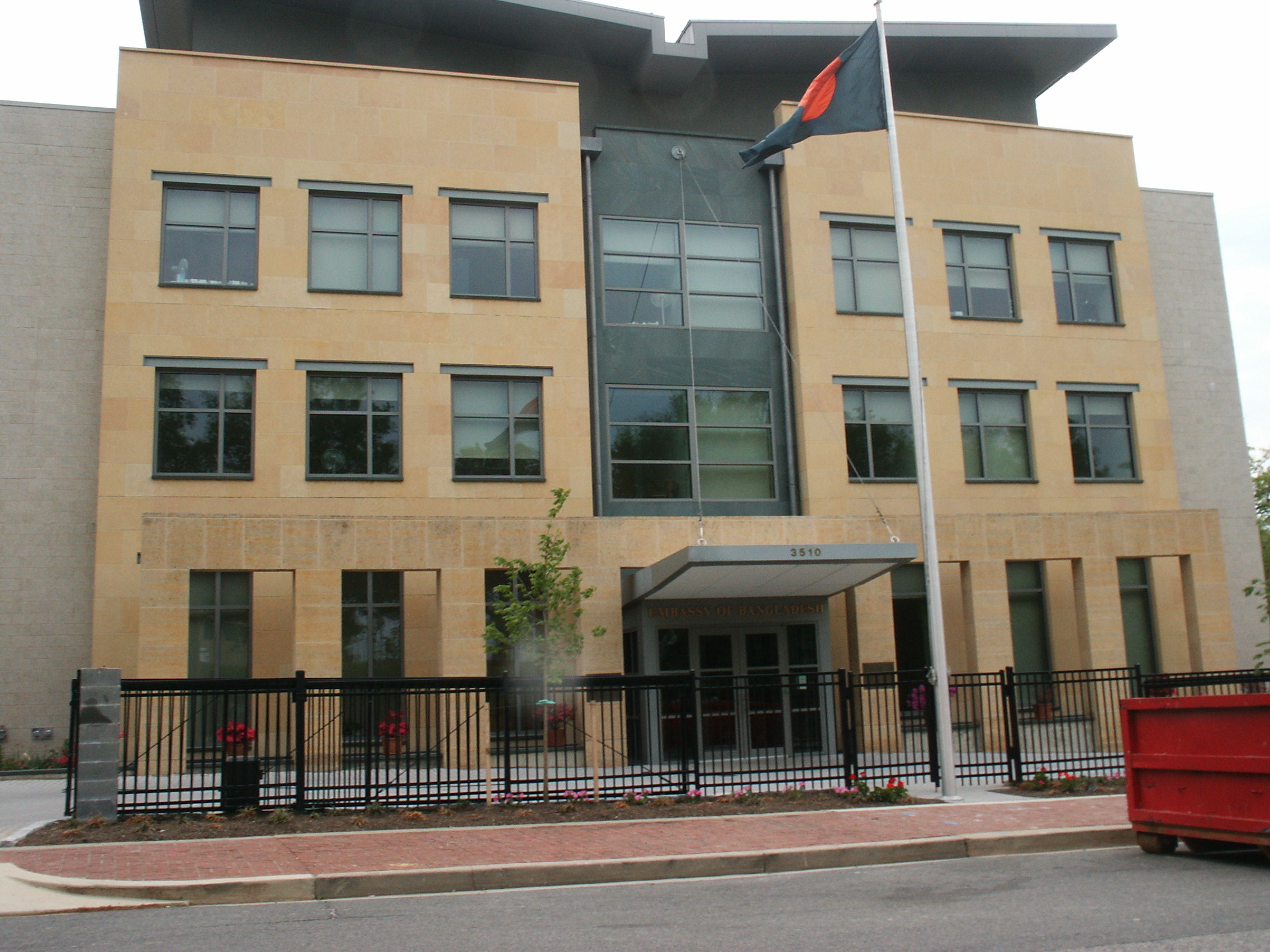
سفارتخانه بنگلادش در واشنگتن دی سی

- بحرین
  - منامه (سفارت)
- بوتان (کشور)
  - تیمفو (سفارت)
- برونئی
  - بندر سری بگاوان (کمیسیون عالی)
- چین
  - پکن (سفارت)
  - هنگ کنگ (سرکنسولگری)
  - کون مینگ (سرکنسولگری)
- هند
  - دهلی نو (کمیسیون عالی)
  - کلکته (معاونت کمیسیون عالی)
  - بمبئی (معاونت کمیسیون عالی)
  - اگرتلا (دفتر ویزا)
- اندونزی
  - جاکارتا (سفارت)
- ایران
  - تهران (سفارت)
- عراق
  - بغداد (سفارت)
- ژاپن
  - توکیو (سفارت)
- اردن
  - امان (سفارت)
- کره جنوبی
  - سئول (سفارت)
- کویت
  - کویت سیتی (سفارت)
- لبنان
  - بیروت (سفارت)
- مالزی
  - کوالالامپور (کمیسیون عالی)
- مالدیو
  - ماله (کمیسیون عالی)
- میانمار
  - رانگون (سفارت)
  - سیتوه (کنسولگری)
- نپال
  - کاتماندو (سفارت)
- عمان
  - مسقط (سفارت)
- پاکستان
  - اسلام‌آباد (کمیسیون عالی)
  - کراچی (معاونت کمیسیون عالی)
- فیلیپین
  - مانیل (سفارت)
- قطر
  - دوحه (سفارت)
- عربستان سعودی
  - ریاض (سفارت)
  - جده (سرکنسولگری)
- سنگاپور
  - سنگاپور (کمیسیون عالی)
- سری‌لانکا
  - کلمبو (کمیسیون عالی)
- تایلند
  - بانکوک (سفارت)
- ترکیه
  - آنکارا (سفارت)
  - استانبول (سرکنسولگری)
- امارات متحده عربی
  - ابوظبی (سفارت)
  - دبی (سرکنسولگری)
- ازبکستان
  - تاشکند (سفارت)
- ویتنام
  - هانوی (سفارت)

## آفریقا
- مصر
  - قاهره (سفارت)
- اتیوپی
  - آدیس آبابا (سفارت)
- کنیا
  - نایروبی (کمیسیون عالی)
- لیبی
  - طرابلس (سفارت)
- موریس
  - پورت لوئیس (کمیسیون عالی)
- مراکش
  - رباط (سفارت)
- آفریقای جنوبی
  - پرتوریا (کمیسیون عالی)

## آمریکا
- برزیل
  - برازیلیا (سفارت)
- کانادا
  - اتاوا (کمیسیون عالی)
- مکزیک
  - مکزیکوسیتی (سفارت)
- ایالات متحده آمریکا
  - واشنگتن دی سی (سفارت)
  - لس آنجلس (سرکنسولگری)
  - نیویورک (سرکنسولگری)

## اروپا
- اتریش
  - وین (سفارت)
- بلژیک
  - بروکسل (سفارت)
- فرانسه
  - پاریس (سفارت)
- آلمان
  - برلین (سفارت)
- یونان
  - آتن (سفارت)
- ایتالیا
  - رم (سفارت)
- هلند
  - لاهه (سفارت)
- لهستان
  - ورشو (سفارت)
- پرتغال
  - لیسبون (سفارت)
- روسیه
  - مسکو (سفارت)
- اسپانیا
  - مادرید (سفارت)
- سوئد
  - استکهلم (سفارت)
- سوئیس
  - ژنو (سفارت)
- بریتانیا
  - لندن (سفارت)
  - بیرمنگام (دستیار کمیسیون عالی)
  - منچستر (دستیار کمیسیون عالی)

## اقیانوسیه
- استرالیا
  - کانبرا (کمیسیون عالی)

## سازمان‌های چندجانبه
- بروکسل (نمایندگی دائم به اتحادیه اروپا)
- ژنو (نمایندگی دائم به سازمان ملل متحد و دیگر سازمان‌های بین‌المللی)
- نیویورک (نمایندگی دائم به سازمان ملل متحد)
- پاریس (نمایندگی دائم به یونسکو)
- رم (نمایندگی دائم به فائو)